# Sergej Čerepanov
Sergej Pavlovič Čerepanov, accreditato come Sergey Cherepanov dalla FIS (cirillico Сергей Павлович Черепанов; Ridder, 25 gennaio 1986), è un fondista kazako.

## Biografia
In Coppa del Mondo ha esordito il 21 novembre 2004 a Gällivare (16°) e ha ottenuto il primo podio il 2 marzo 2008 a Lahti (3°).
In carriera ha preso parte a tre edizioni dei Giochi olimpici invernali, Torino 2006 (55° nella sprint), Vancouver 2010 (47° nella 15 km, 48° nella sprint, 49° nell'inseguimento, 11° nella staffetta) e Soči 2014 (54° nella 50 km, 48º nello skiathlon, 13° nella staffetta), e a cinque dei Campionati mondiali (10° nella staffetta a Liberec 2009 il miglior risultato).

## Palmarès

### Mondiali juniores
- 1 medaglia:
  - 1 oro (staffetta a Stryn 2004)

### Coppa del Mondo
- Miglior piazzamento in classifica generale: 69º nel 2008
- 1 podio (individuale):
  - 1 terzo posto